# Mikhail Khodorkovskij
Mikhail Khodorkovskij (russisk: Михаи́л Бори́сович Ходорко́вский tr. Mikhail Borisovitj Khodorkovskij ; født 26. juni 1963 i Moskva) er en russisk oliemagnat – oligark – som blev Ruslands rigeste mand og nummer 16 på listen over verdens rigeste. 
Har jødisk baggrund.
Allerede 1987, i en alder af 24 år, havde han 5.000 ansatte.
I 1995 købte han så 45 pct. af Ruslands næststørste olieselskab Jukos for en spotpris af under to milliarder kroner. Var koncerndirektør for Jukos.
Da han den 25. oktober 2003 mellemlandede i Sibirien i sit private jetfly, blev han fængslet for skattefusk af russiske sikkerhedsfolk under brutale omstændigheder, hvor han tilsyneladende blev slået og sparket, da han i første omgang nægtede at følge med.
Han blev løsladt efter en amnesti fra Dumaen 19. december 2013 og dagen efter rejste han til Berlin.
I april 2003 gav han 200.000 kr. i støtte til hævningen af det over 100 år gamle russiske veteranskib Dunkan, der i juli 2002 gik på grund i Kalundborg Fjord og sank efter et uheldigt bjærgningsforsøg. 